# 红旗镇 (珠海市)
红旗镇，是中华人民共和国广东省珠海市金湾区下辖的一个乡镇级行政单位。面积123平方公里，总人口113768人，其中归侨1657人，侨眷1714人。

## 行政区划
红旗镇下辖以下地区：
藤山社区、广安社区、大林社区、湖东社区、矿山社区、三板社区、八一社区、小林社区、小林村、广益村、广发村、沙脊村和三板村。

## 历史
1969年12月建设红旗农场。1973年12月划归广东省农垦管理局领导，更名为广东省国营红旗农场。1978年开始先后安置了6批共2816名归国越南难侨，划归广东省华侨农场管理局领导，更名为红旗华侨农场。1988年，红旗华侨农场下放珠海市管辖。1990年1月成立红旗管理区，享受县一级经济管理权力，保留红旗华侨农场，实行一套人马，两块牌子。2000年1月20日，撤销红旗管理区，设立红旗镇。2001年划归新成立的珠海市金湾区领导。2002年小林镇并入。 